# 아너 (영화)
《아너》(Honour)는 영국에서 제작된 샨 칸 감독의 2014년 스릴러, 액션 영화이다. 아이샤 하트 등이 주연으로 출연하였고 제이슨 뉴마크 등이 제작에 참여하였다.

## 출연

### 주연
- 아이샤 하트
- 패디 콘시딘

### 조연
- 하베이 비르디
- 벤 비숍
- 윌리엄 루앤
- 파라즈 아유브
- 슈브함 사라프
- 니케쉬 파텔

## 기타
- 공동제작: 줄리아 발렌타인
- 라인PD: 알렉산더 오닐
- 조감독: 조 기어리
- 조감독: 스튜어트 윌리엄스
- 사운드슈퍼바이저: 피터 발독
- 미술: 앤디 해리스
- 스턴트: 닉 찹핑
- 섭외: 니나 골드